# نیکولای سولوداخین
نیکولای سولوداخین (روسی: Николай Иванович Солодухин؛ زادهٔ ۳ ژانویهٔ ۱۹۵۵) جودوکار اهل اتحاد جماهیر شوروی سوسیالیستی بود.